# Södra Nordtjärnen
Södra Nordtjärnen är en sjö i Hällefors kommun och Ludvika kommun i Västmanland och ingår i Norrströms huvudavrinningsområde. Sjön har en area på 0,111 kvadratkilometer och ligger 247,3 meter över havet. Sjön avvattnas av vattendraget Nordtjärnsälven.

## Delavrinningsområde
Södra Nordtjärnen ingår i det delavrinningsområde (665653-143768) som SMHI kallar för Ovan Silksbäcken. Medelhöjden är 297 meter över havet och ytan är 21,02 kvadratkilometer. Det finns inga avrinningsområden uppströms utan avrinningsområdet är högsta punkten. Nordtjärnsälven som avvattnar avrinningsområdet har biflödesordning 4, vilket innebär att vattnet flödar genom totalt 4 vattendrag innan det når havet efter 286 kilometer. Avrinningsområdet består mestadels av skog (76 procent) och sankmarker (15 procent). Avrinningsområdet har 0,38 kvadratkilometer vattenytor vilket ger det en sjöprocent på 1,8 procent.